# Guillaume-Léonce Duprat
Pour les articles homonymes, voir Guillaume Duprat, Guillaume Duprat (auteur et illustrateur) et Duprat.
Guillaume Léonce Duprat (1872-1956) est un philosophe français, professeur de sociologie et d’économie sociale à l’Université de Genève, qui mit en avant la notion de contrainte sociale.

## Biographie
Il étudie la médecine et la philosophie à l'Université de Bordeaux et obtient un doctorat ès-lettres à la Sorbonne avec pour thèse : L'Instabilité mentale (Paris, 1898),.
il enseigne à Saint-Jean d'Angély et Rochefort (il enseigne la philosophie au lycée de Rochefort) puis aux universités d'Aix-en-Provence et Marseille. En dépit de plusieurs échecs, l'inspecteur général Gustave Belot salue en lui un homme « passionné ».
En 1922, il est nommé professeur ordinaire de sociologie et d'économie sociale à l'Université de Genève, poste qu'il occupe jusqu'au déclenchement de la seconde Guerre mondiale, en 1939,. C'est alors Jean Piaget qui reprend sa chaire.
Auteur fécond et conférencier brillant, il a joué un rôle très actif au sein de l’Institut international de sociologie fondé par René Worms. Duprat organise ainsi deux congrès de sociologie qui se tiennent à Genève, en 1930 et 1934, au temps de la Société des Nations (SDN).(Sorokin, von Wiese, Znaniecki, en particulier, y participèrent). À la mort de Gaston Richard,et jusqu'en 1937, Duprat devient secrétaire général de l'Institut, qui publie la  Revue internationale de sociologie et les Archives de sociologie, publications dont Duprat s’occupe dès 1932.
Il est membre de la rédaction de la Revue internationale de sociologie, dans laquelle il publie de nombreux articles.
Il publie des articles également dans la Revue Philosophique de la France Et de l’Étranger et aussi dans Archiv für Geschichte der Philosophie.
Directeur du laboratoire de psychologie expérimentale d’Aix-en-Provence, il publie en 1917 dans le Progrès Médical un article intitulé La psychothérapie en temps de guerre dans lequel il en appelle à la psycho-analyse pour le traitement de ce que l'on n'appelait pas encore les troubles de stress post-traumatique.

## Ouvrages
- Science sociale et démocrate : essai de philosophie sociale, Paris : V. Giard y E. Brière, 1900 (OCLC 55437203)
- Les causes sociales de la folie, Paris, Félix Alcan, coll. «Bibliothèque de philosophie contemporaine», 1900 (OCLC 369074131)
- La morale : fondements psycho-sociologiques d'une conduite rationnelle Paris : Octave Doin, 1901 (OCLC 55318407)
- Occultisme et spiritisme Alençon : impr. Vve F. Guy, 1901 (OCLC 78538856)
- L'école et la démocratie au XXe siècle, Paris : Impr. nationale, 1902 (OCLC 79606242)
- Le mensonge Étude de psychosociologie pathologique et normale, Paris, Félix Alcan, coll. «Bibliothèque de philosophie contemporaine»,  1903 (OCLC 29284011) [11]
- La solidarité sociale : ses causes, son évolution, ses conséquences, Paris : O. Doin, 1907 (OCLC 156085281)
- La criminalité dans l'adolescence : cause et remèdes d'un mal social actuel, Paris, Félix Alcan, coll. «Bibliothèque de philosophie contemporaine»,  1909 (OCLC 422267426)
- Monographie historique de Rochefort-sur-Mer du Xe siècle à 1908, Paris : Jouve, 1909 (OCLC 250498756)
- La psycho-sociologie, Paris : M. Giard & E. Brière, 1914 (OCLC 55318496)
- La psycho-sociologie de la guerre, Paris : Giard et Brière, 1916 (OCLC 405504845)
- L'éducation de la volonté et des facultés logiques, Paris, G. Doin, 1920 (OCLC 35604913)
- L'orientation actuelle de la sociologie en France, Paris : M. Giard, 1922 (OCLC 48793100)
- L'avenir des Classes Moyennes, Genève : Jent S.A., 1923 (OCLC 83913249)
- Le lien familial : causes sociales de son relâchement, Paris : Alcan, 1924 (OCLC 421987082)
- Judaïsme et nationalisme, Paris Girard 1933 (OCLC 180106168)